# Хорнер, Матина
Мати́на Суре́тис-Хо́рнер (англ. Matina Souretis Horner; род. 28 июля 1939, Роксбери, Бостон, Массачусетс, США) — американский психолог, исследования которой посвящены интеллекту, мотивации и достижениям женщин. Мировую известность приобрела в 1968 году, когда открыла феномен «боязни успеха» (или «мотив избегания успеха») у женщин. Преподаватель Мичиганского университета (1968—1969) и Гарвардского университета (1969—1989). Когда Хорнер начала работать в Гарварде, она была одной из трёх женщин в профессорско-преподавательском составе этого учебного заведения. 6-й президент Рэдклифф-колледжа (1972—1989). Вице-президент компании TIAA—CREF (1989—2003). Член Американской психологической ассоциации и Американской ассоциации содействия развитию науки. Лауреат Почётной медали острова Эллис (1990).

## Биография
Родилась в семье греческих иммигрантов Димитриса Джона Суретиса и Кристины Антонопулос.
Окончила Колледж Брин-Мар со степенью бакалавра гуманитарных наук «с почётом» в области экспериментальной психологии (1961) и Мичиганский университет со степенями магистра (1963) и доктора философии (1968) в области психологии. Являлась членом обществ «Phi Beta Kappa», «Phi Delta Kappa» и «Phi Kappa Phi».

### Карьера

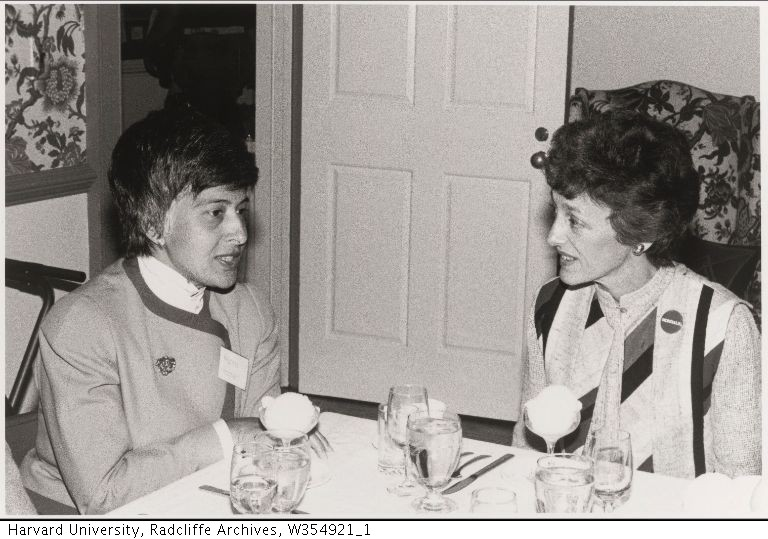
Матина Хорнер (слева) с бывшей Второй леди США Джоан Мондейл (1983)

В 1968—1969 годах — преподаватель Мичиганского университета.
Преподаватель (1969—1970), ассистент-профессор (1970—1972) и ассоциированный профессор (1972—1989) департамента социальных отношений Гарвардского университета.
В 1972 году была избрана 6-м и самым молодым президентом Рэдклифф-колледжа. Занимала этот пост до 1989 года.
В 1976—1977 годах — член национальной группы организации «College Entrance Examination Board» (сегодня — College Board).
В 1977—1987 годах — член консультативного совета Национального научного фонда.
В 1979 году президент США Джимми Картер назначил Хорнер в Комиссию по национальной программе действий при президенте, а в 1980 году — председателем специальной группы по качеству американской жизни.
В 1997—2003 годах — председатель совета директоров Фонда города Нью-Йорк.
Лауреат ряда престижных наград и премий.
Почётный доктор многих колледжей и университетов, включая Пенсильванский университет (1975), Университет Тафтса (1976), Колледж Смит (1979), Университет Хартфорда (1980), Мичиганский университет (1989) и Американский колледж Греции (1990).

## Личная жизнь
С 25 июня 1961 года замужем за учёным-физиком Джозефом Л. Хорнером. Пара имеет троих детей.